# Silly (département)
Pour les articles homonymes, voir Silly.

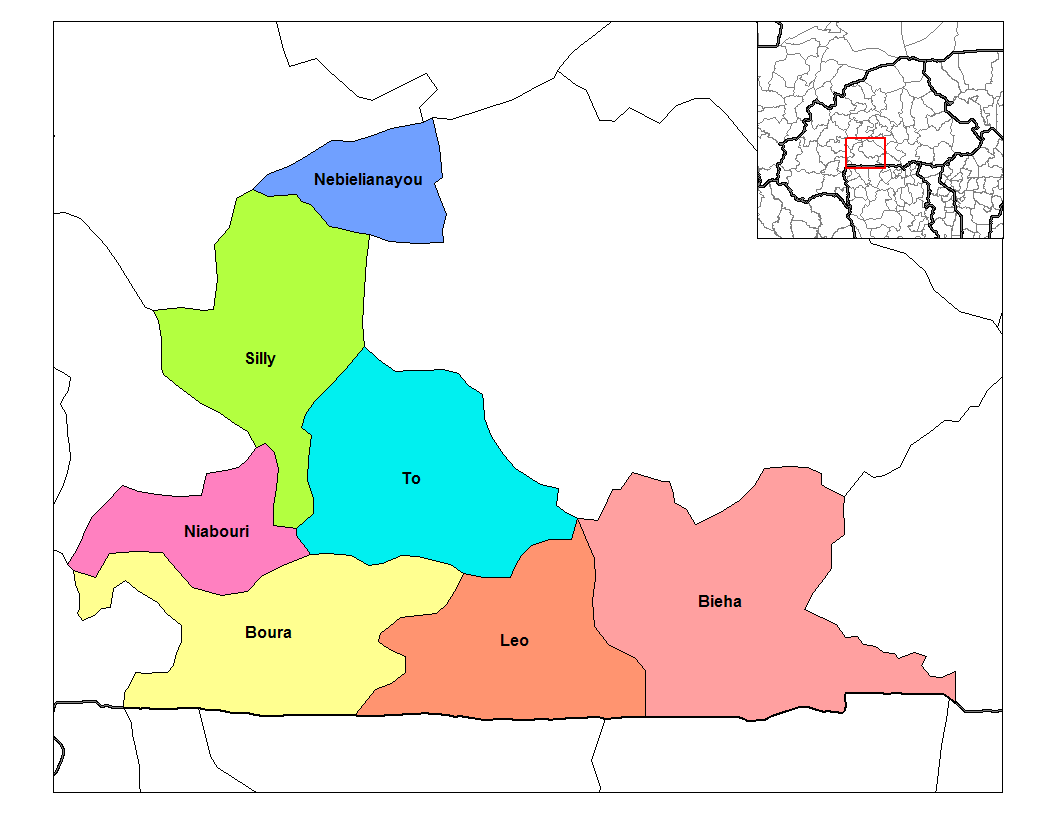
Localisation de la province de Sissili

Silly  est un département du Burkina Faso située dans la province de la Sissili et dans la région Centre-Ouest.
En 2006 le dernier recensement comptabilise 33 350 habitants.

## Villes
Le département se compose d'un chef-lieu:
- Silly

et de 30 villages:
| - Bouri - Brédié - Diara - Dio - Goun - Guia - Kalao - Karabole | - Kiédié - Kiélié - Kiéré - Konamo - Koubounga - Kouli - Kovry - Ladio | - Lama - Meno-Diantio - Naparo - Nevry - Pano - Pobié - Poupourou | - Sadouan - Sadouin - Sao - Tonon - Ya - Yayou - Zinion |